# Coen Dillen
Coenraad „Coen“ Henrik Dillen (5. října 1926, Strijp, Nizozemsko – 24. července 1990, Goes, Nizozemsko) byl nizozemský fotbalista a reprezentant, který hrával na pozici středního útočníka. Působil i jako fotbalový trenér, po ukončení aktivní kariéry vedl dva roky amatérský celek RKSV Nuenen. Před Philips Stadionem, kde hraje PSV své domácí zápasy, stojí jeho socha.

## Fotbalová kariéra

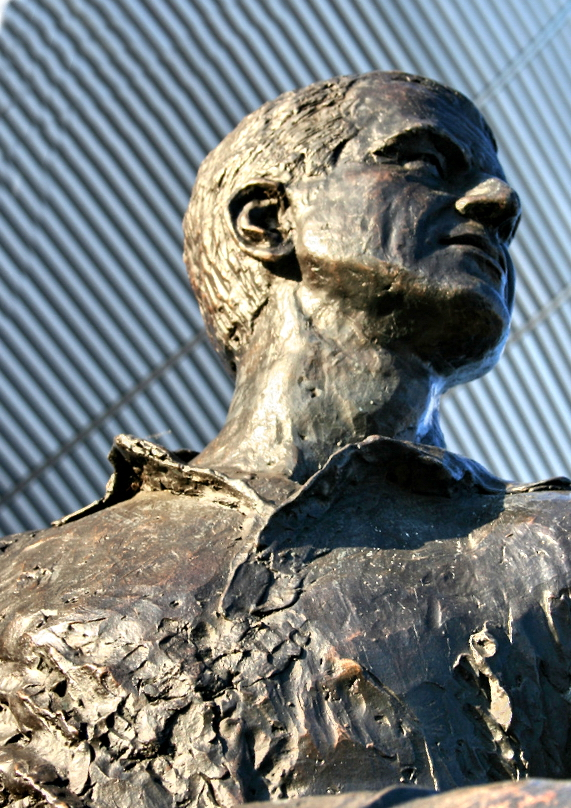
Socha Coena Dillena před Philips Stadionem.

Hrál za kluby Brabantia, PSV Eindhoven a Helmondia '55. V první profesionální sezóně Eredivisie 1956/57 se stal s 43 vstřelenými brankami nejlepším střelcem. Je to nejvyšší počet nastřílených branek v historii profesionální nejvyšší nizozemské ligy, doposud ho nikdo nepřekonal (platí po sezóně 2012/13). Coen vstřelil v období mezi 27. lednem a 31. březnem 1957 celkem 20 gólů během devíti zápasů.
V letech 1964–1966 odehrál pět zápasů za nizozemskou fotbalovou reprezentaci a vstřelil celkem 4 branky. Svůj reprezentační debut absolvoval 30. května 1954 v přátelském utkání proti domácímu Švýcarsku, v zápase vstřelil svůj první gól, ale Nizozemsko prohrálo 1:3.